# 冯平 (1949年)
冯平（1949年—），汉族，中华人民共和国政治人物、第十一届全国政协委员。
担任中国肉类食品综合研究中心总工程师。2008年，当选第十一届全国政协委员，代表农业界，分入第三十九组。